# Phantasy Star IV: The End of the Millennium
Phantasy Star IV: The End of the Millennium (ファンタシースター 千年紀の終りに, Fantashī Sutā Sennenki no Owari ni) é um RPG Eletrônico de estilo tradicional, lançado em 1993 para o Mega Drive/Genesis. É o quarto jogo da série clássica de RPG Eletrônico produzida pela SEGA e capítulo final da saga/trilogia iniciada com o primeiro episódio chegando a história ao seu fim junto com o fim de mais um milênio, no universo criado para o jogo. Foi um grande sucesso em sua época, quando lançado para o Mega Drive, sendo, inclusive, relançado oficialmente em outras plataformas, como o Sega Saturn e o Playstation 2, mais recentemente. De jogabilidade clássica, com lutas em turnos, mapas para se explorar e movimentar, batalhas aleatórias e diversos personagens jogáveis, Phantasy Star IV possui gráficos e som muito bem acabados, considerando-se as limitações existentes na época em que surgiu. Parte da série Phantasy Star que rende dividendos à SEGA até a presente data, é essencial para quem pretende entender a origem do Universo dos jogos e a cronologia dos fatos mais importantes desse mesmo universo, bem como mostrar alguns desses fatos, pela ótica dos personagens do jogo.

## Jogabilidade
Phantasy Star IV é um RPG tradicional, no espírito da série clássica, com momentos de exploração, interação de/com NPCs e entre os próprios personagens jogáveis, combates ainda aleatórios e baseados em turnos. Construído com base nos seus predecessores, adicionou um número de inovações razoável, tais como:
1. Uma sequência pré-programável de ações para as batalhas, chamada de "Macros";
2. Ataques combinados entre dois ou mais personagens;
3. Cenas exibidas em um painel no estilo quadrinhos, com visual de anime para ilustrar acontecimentos maiores e/ou importantes;
4. Possibilidade de se fazer com que os personagens conversem entre sí, dando inclusive dicas de para onde se deve ir para prosseguir no jogo, bem como permitindo-se que se conheça melhor as características pessoais de cada personagem. Assim,Phantasy Star IV é também o primeiro jogo da série a ter uma maior interação entre os personagens bem como desenvolvimento pessoal dos mesmos demonstrado ao longo da história do jogo.

Desconsiderando-se poucos "contras", que geralmente limitam-se ao considerável decréscimo de dificuldade em relação aos outros jogos, é o jogo mais completo da saga original, no que toca a jogabilidade.

Simples de se jogar, embora seja um jogo relativamente antigo, qualquer pessoa, com um mínimo de prática, se habitua rapidamente aos 04 botões disponíveis para o jogador (A, B, C e o Start, no Joypad do Mega Drive), além do direcional.

### Batalhas
As batalhas em Phantasy Star IV, em princípio não se diferenciam muito do estilo dos jogos antecessores, porém, agora tem-se a possibilidade de combinar-se ataques especiais e magias para resultados mais devastadores, além disso, o cenário das batalhas é muito mais bem trabalhado que o dos jogos antecessores, com uma imagem ao fundo, movimentação e outros detalhes.
Como nos jogos antecessores da série, existem vários ambientes a se explorar e, dependendo de onde se esteja o jogador haverá confrontos com inimigos ou não. Dentro das cidades o normal é que não haja lutas, a não ser em algum evento especial, já fora das cidades (andando pelo mapa do mundo) ou nas cavernas e similares (dungeons) as lutas são inevitáveis. Da mesma forma, existem objetivos a serem alcançados no jogo que, em sua grande maioria, somente serão alcançados após uma série de batalhas, com inimigos menos importantes e aleatoriamente encontrados além de batalhas com inimigos únicos que geralmente encarnam o mal ou algum oponente oculto que necessita ser vencido para que a aventura chegue ao seu fim.
Por serem invetiváveis, as batalhas são parte fundamental do jogo e quem não aprecia jogos com lutas subsequentes e até mesmo épicas, deve evitar este jogo pois o mesmo está repleto delas, para a alegria daqueles que apreciam o estilo.

## História
"A longa, longa batalha de eras antigas finalmente acabou…

O vencedor sacrificou o vencido aos céus.

Quatro sinos soaram. Quatro tochas se apagaram.

E o mundo continuou por centenas de anos…"

### Enredo
Phantasy Star IV, se desenrola durante o ano de AW 2284; Cerca de 1.000 anos após os eventos de Phantasy Star II, e é a parte final da Saga descrita na Série formada pelos três primeiros jogos, sendo certo que o Phantasy Star III não se encaixa, ao menos não diretamente, na sequência de fatos que antecederam os ocorridos em Phantasy Star IV, graças a mudança ocorrida na equipe de produção do terceiro jogo, que diferia das dos outros três jogos.

Esta é a história de Chaz Ashley, um jovem caçador de recompensas, que junto com seus amigos e aliados finda sendo, inevitavelmente e, em princípio, a contragosto, catapultado ao "cargo" de "Salvador do Sistema Solar de Algol".

A rede de computadores que funcionava mantendo o Sistema de Algol entrou em colapso, evoluindo dos eventos ocorridos em Phantasy Star II, gerando uma série de catástrofes em todo o Sistema Solar. Uma investigação aprofundada do problema leva Chaz e seus aliados a um confronto com o Mago Negro Zio, que parece ter como objetivo nada menos do que a total aniquilação de toda a vida existente no Sistema de Algol. Derrotar Zio, embora inicialmente pareça ser o objetivo principal dos personagens, se mostra aos poucos ser apenas um dos problemas a serem resolvidos e, após grandes tragédias e sofrimentos, Chaz e os outros devem finalmente lutar contra um mal de incontáveis eras passadas para restaurar a paz para Algol de uma vez por todas.

### Personagens
Neste jogo, o grupo controlado pelo jogador é formado por no máximo 5 personagens que caminham e lutam conjuntamente, havendo momentos em que se pode trocar alguns membros do grupo de acordo com a vontade do jogador e outros em que esta troca é obrigatória e inevitável. Phantasy Star IV possui no total 11 personagens jogáveis, que são encontrados ao longo do jogo, sendo certo que alguns só surgem após a saída de outros, não sendo assim possível dispor de todos os personagens ao mesmo tempo, como ocorria em Phantasy Star II. Abaixo, segue uma lista com os personagens jogáveis do jogo, com um breve resumo sobre cada um:
- Chaz Ashley (ルディ・アシュレ (Rudi Ashure) na versão japonesa) é o protagonista de dezesseis anos de Phantasy Star IV. No início do jogo, ele acaba de se tornar um caçador da guilda de Aiedo e parceiro profissional de sua mentora, Alys Brangwin. Sua primeira missão envolve uma viagem para a distante cidade de Piata para investigar problemas em uma academia local, iniciando a história do jogo. Em batalhas, Chaz pode se equipar com espadas ou adagas e vestir armaduras pesadas. Ele também possui uma razoável seleção de técnicas e pode causar alto dano com magias, uma habilidade que partilha com os outros protagonistas da série.

#### Alys Brangwin
- Japonês: ライラ・ブラングウェン (Layla Brangwen/Raira Buranguwen)
- Raça: Palmana
- Idade: Não Revelada
- Profissão: Caçadora
- Arma(s): Bumerangues

Alys é uma grande e renomada caçadora de recompensas de primeira classe, que trabalha para a Guilda dos Caçadores (Hunters' Guild) em Aiedo. É a mentora de Chaz, guiando-o e instruindo-o enquanto estão juntos. Personagem forte fisicamente e com algumas técnicas e magias poderosas para combate. Inicialmente é a melhor personagem para as lutas, mas aos poucos vai sendo alcançada por Chaz. Alys possui um passado misterioso e conhece diversos personagens importantes, a exemplo de Rune. De personalidade forte, é bastante focada em seu trabalho de caçadora e não pensa duas vezes em cobrar pelos seus serviços.

#### Hahn Mahlay
- Japonês: ハーン・マーレイ (Hahn Mahlay/Ran Marei)
- Raça: Palmano
- Idade: 24 Anos
- Profissão: Professor e Aluno na Universidade de Motávia
- Arma(s): Adagas/Facas

Hahn é um estudante de uma Universidade que fica em de Piata que, inicialmente, estava investigando o paradeiro de seu professor desaparecido, o Professor Holt. Hahn possui habilidades mágicas relacionadas a cura e defesa, porém, é fraco para combate físico. Ele acompanha o grupo durante boa parte do jogo, o que faz com que uma eventual saída sua do grupo seja bastante sentida pelo jogador que se habitua com as suas habilidades. É um dos "alvos" de Alys no começo do jogo, sendo cobrado por ela a cada vez que uma missão precisava ser resolvida pelas mãos da caçadora. Possui uma noiva chamada Saya, que é professora na sua cidade natal, Krup.

#### Rune Walsh
- Japonês: スレイ・ウォルシュ (Thray/Slay Walsh/Surei Uorushu)
- Raça: Palmano
- Idade: Não Revelada
- Profissão: Mago Esper
- Arma(s): Cajados

Rune é mago enigmático e um dos últimos usuários da "Mágica Verdadeira" ("true Magic") de Algol. Conhece Alys de algum lugar não explicado e possui magias devastadoras. Pode ser fraco em combate físico, porém, é o mais poderoso no uso de magias (tem praticamente as melhores magias do jogo, com exceção de Megid, que só Chaz aprende). Possui diversos segredos e acompanha Chaz em parte do início da aventura e, após uma breve saída, durante todo o jogo. Juntamente com Rika, é o personagem que mais tempos permanece acompanhando Chaz. Tem também uma forte personalidade e as vezes tira sarro de Chaz pelo fato dele ser ingênuo em alguns momentos.

#### Gryz
- Japonês: パイク (Pyke/Paiku)
- Raça: Motaviano
- Idade: 19 Anos
- Profissão: Soldado
- Arma(s): Machados

Gryz é jovem guerreiro Motaviano que procura vingança contra Zio pela morte de seus pais e pela devastação de sua antiga cidade, Molcum. Vive no vilarejo de Tonoe com seu avô, Dorin e sua irmã mais nova, Pana. Sem magias e com poucas técnicas especiais, Gryz compensa em força bruta. Seu visual lembra o de alguns personagens secundários encontrados na série de filmes Star Wars, porém seu aspecto humanoide é misturado com o de um roedor, característica dos Motavianos, conforme já visto em episódios anteriores da série. Faz lembrar Odin/Tyrone do primeiro Phantasy Star, devido à postura de ataque e ao único armamento que pode usar, que é o machado.

#### Rika
- Japonês: ファル (Fal/Faru)
- Raça: Numana
- Idade: 1 Ano
- Profissão: Caçadora
- Arma(s): Garras

Rika é uma garota Não Humana (numana) criada pela Inteigência Artificial, Seed, para realizar seus objetivos. Possui habilidades medianas a exemplo de Chaz, sendo bastante ágil em combate. Rika tem um ar de ingenuidade e inexperiência devido a falta de contato com humanos até o encontro com Chaz e seu grupo. Ela surge para não sair mais do lado de Chaz. Seu visual faz lembrar aos novatos na série o de um Elfo, pois possui orelhas pontudas, porém, aqueles familiarizados com o universo do jogo, se lembraram da personagem Nei e Nei 1, encontradas em Phantasy Star II. Rika pode ser considerada uma personagem bem equilibrada para se jogar, pois tanto seus ataques como magias de cura são bons. Rika gosta muito de Chaz e tem um laço quase fraternal com o androide Wren.

#### Demi
- Japonês: フレナ (Freyna/Furena)
- Raça: Androide
- Idade: 324 Anos
- Profissão: Controladora de Sistemas
- Arma(s): Pistolas

Demi é uma garota androide criada por Wren para supervisionar o supercomputador Nurvus. Mesmo sendo uma androide, Demi sempre é vista com um ar de muita bondade e pacifismo. Com potentes habilidades de cura e com a aparência frágil, Demi pode parecer uma personagem de pouca capacidade para combates, o que se revela apenas uma impressão equivocada. Acompanha o grupo em momentos cruciais da trama, tais como o combate com Zio, a primeira viagem no LandRover e a morte de um membro do grupo. É a personagem mais baixa da equipe. Suas habilidades se desenvolvem a partir de compartimentos cibernéticos que podem ser encontrados em usinas, tanto em Motávia, quanto em Dezóris.

#### Wren
- Japonês: フォーレン (Forren/Fōren)
- Raça: Androide
- Idade: 998 Anos
- Profissão: Controlador de Sistemas
- Arma(s): Pistolas

Wren é um androide que age como o supervisor de Zelan, computador central do Sistema de Suporte de Algol. Wren é um personagem com séculos de idade, embora possua a aparência de um homem adulto. Mesmo que o faça lembrar o personagem de mesmo nome encontrado em Phantasy Star III, este não possui qualquer relação com aquele e entra no grupo para permanecer até o final (O Wren de PSIII é chamado de Searren na versão japonesa). Dotado de grande sabedoria, Wren explica diversos eventos da história do jogo. Suas habilidades (assim comos as de Demi) são desenvolvidas através de equipamentos cibernéticos encontrados em usinas. É o personagem mais alto do jogo.

#### Raja
- Japonês: ス・ラジャ (Su-Raja/Shu-Raija)
- Raça: Dezoriano
- Idade: 85 Anos
- Profissão: Sacerdote
- Arma(s): Cajado

Raja é um dezoriano de sanidade mental duvidosa, conhecido pelo seu "exótico" senso de humor. Possui magias poderosas como as de Rune, mas estas com ênfase em efeitos, cura e defesa. Com a aparência de um dezoriano clássico, com chapéu, sem pelos e pele verde, Raja só é encontrado quando o grupo vai a Dezoris (no momento em que a nave comandada por Wren caí sobre seu templo). Possui algum conhecimento sobre a Dark Force, muito embora dê a esta entidade um outro nome. Raja é tido pela maioria dos jogadores como a melhor escolha para as batalhas decisivas.

#### Kyra Tierney
- Japonês: ス・ラジャ (Shess Tierney/Sheshu Tainii)
- Raça: Palmana
- Idade: 18 Anos
- Profissão: Esper
- Arma(s): Bumerangues

Kyra é uma garota Esper que é encontrada num ataque de plantas carnívoras que bloqueavam a Torre Garubek, trabalhando para descobrir a causa de uma doença que se espalha sobre Dezoris. Tem algumas habilidades que lembram as de Alys, mas com menos ênfase no físico e mais na magia. É a última personagem a ser encontrada. É jovem e inteligente, e possui uma grande esperança de encontrar Lutz, o mesmo de Phantasy Star I, que seria o criador da Ordem a que pertence. Porém, esta se decepciona um pouco quando descobre o paradeiro do seu ídolo.

#### Seth Shizlabram
- Japonês: シアム・シズラブラム (Siam Shizlabram/Shiamu Shizuraburamu)
- Raça: Palmano
- Idade: 35 Anos
- Profissão: Professor e Arqueólogo
- Arma(s): Adagas/Facas

Seth é um professor e arqueólogo viajante que encontra o grupo fora do templo onde se encontra o Aeroprism, quando então oferece a sua ajuda e habilidades na procura pelo antigo artefato. Suas técnicas são focadas na magia negra. Mas por trás do homem altruísta, está mais um inimigo mortal do grupo de Chaz.

### Principais inimigos
- Mago Negro Zio (Black Wizard Zio):

Zio surge inicialmente como sendo o principal vilão do jogo. Envolvido com a aparição de monstros, destruição de vilas, morte de pessoas e a transformação de pessoas em Pedra, o grupo parte em seu encalço e acaba tendo várias surpresas. Zio tem a aparência de um jovem de cabelos negros que faz lembrar a de personagens de animes. Luta-se contra ele duas vezes, sendo necessária a utilização de um item especial para que o mesmo seja vencido.
- Imperador Lassic (Reipard La Shiec)

O Imperador Lassic (King Lassiec no Original em Inglês), o vilão do primeiro jogo da série. Antes um benevolente governante de Algol, que posteriormente se transformou através de uma força demoníaca a qual ele passou a servir, retorna dos mortos literalmente, juntamente com o seu castelo voador, dando aos que tiveram a chance de enfrentá-lo no jogo anterior, um momento de nostalgia em um violento combate. Sendo um Zumbí, Lassic não possui muitas ambições ou vontades, apenas a de vingar-se daqueles que acabaram com os seus planos, havendo para isto esperando 2000 anos.
- Dark Force (Dark Falz)

O/A Dark Force (algumas vezes romanizado como "Dark Phallus") é o demônio que mostra ser a origem da corrupção de Zio e Lassic. Ele foi invocado por Lassic e acabou possuindo tanto ao corrupto Lassic quanto ao bondoso Governador de Motavia (no primeiro jogo). Ele demonstra ser apenas uma faceta da Escuridão Profunda. Personagem recorrente na série, possui um rosto familiar para quem experimentou algum dos outros jogos da série, anteriores ou posteriores a Phantasy Star IV.
- Escuridão Profunda (Profound Darkness)

Entidade formada a partir dos espíritos corrompidos pelo ódio e a desgraça. A Escuridão Profunda é a fonte mais poderosa de magia negra no universo e dela que provém dos inúmeros Dark Falz que aparecem nos jogos da série Phantasy Star. Só aparece em Phantasy Star IV, assumindo três formas distintas.

### Lugares
Mais uma vez estão presentes no jogo as viagens interplanetárias que são características da série. Os planetas existentes, ou que existiram, são os seguintes:
- Palma: Outrora fora um planeta repleto de vida e lar da lendária heroína Alis Landale. Mas em decorrência dos acontecimentos de Phantasy Star II, o que restou de Palma é apenas um campo de asteroides. Teve como cidades principais Camineet, Parolit, Scion e Drasgow, além dos vilarejos de Abion, Bortevo, Eppi, Gothic e Loar. É o planeta natal dos palmanianos, que são de aparência equivalentes aos seres humanos que conhecemos;
- Motávia: O Planeta Desértico, Capital do governo do Sistema Algol. Novamente, o planeta sofreu alterações climáticas, desta vez em decorrência dos acontecimentos de Phantasy Star II, mil anos antes dos acontecimentos de Phantasy Star IV. O Planeta, que no passado (segundo jogo da série), era verde e cheio de vida, é agora uma fusão entre a Motávia da era Alis com a Motávia da era Rolf, contrastando entre alguns campos verdes e desertos perigosos. Não se sabe ao certo qual é a capital de Motávia. Suas cidades são:[3]

- Aiedo: Cidade destacada por ter o maior centro comercial de Motávia, a guilda dos hunters e lar de Chaz e Alys (futuramente de Chaz e Rika);
- Kadary: Cidade caracterizada pela devoção à religião imposta por Zio;
- Krup: Terra natal de Hahn e Saya;
- Mile: Pequeno vilarejo onde o grupo encontra uma gigantesca Sandworm;
- Molcum: Antigo lar de Gryz, destruído por Zio;
- Monsen: Vilarejo conhecido por ter uma imensa cratera formada por terremotos
- Nalya: Conhecida por ter metade da cidade destruída por estilhaços de um satélite que se chocou com Motávia;
- Piata: Cidade com mais de 1000 anos de existência. É onde fica a universidade a qual Hahn presta serviços;
- Termi: Pequena cidade que demonstra pacifismo e tranquilidade. É até considerada um local romântico. É em Termi que encontramos a estátua de Alis e Myau.
- Tonoe: Novo lar dos motavianos, escondida entre as montanhas. Conhecida pela produção e refinação de titânio;
- Torinco: Nesta cidade só sabemos que há um garoto que ficou doente misteriosamente e um homem fanático por Rappys (pássaros genéticamente alterados);
- Uzo: A ilha de Uzo é uma das províncias mais antigas de Motávia, tendo mais de 2000 anos. É isolada do continente. Atualmente é uma ilha, mas no passado (época de Alis), era um pequeno vilarejo que serviu como espaçoporto para o grupo de Alis.
- Zema: Outra cidade com mais de 1000 anos de existência. É em Zema que encontramos o Vale do Nascimento, Seed e a numana Rika;
Com o passar dos anos, algumas cidades simplesmente desapareceram do mapa de Motávia em decorrência do "Grande Colapso" (fênomeno que alterou a órbita de Motávia), que resultou em fenômenos climáticos catastróficos. As cidades são: Casba e Sopia (Phantasy Star I). Outras cidades como Arima, Kueri, Oputa e Paseo (Phantasy Star II) simplesmente sumiram (devido à queda do Cérebro-Mãe) ou não foram mencionadas.
- Dezoris: O Planeta Gélido, Inóspito e coberto de neve. O planeta é ocupado na maioria por dezorianos, embora existam três cidades que sejam habitadas por palmanianos e a mansão Ésper, onde vive a personagem Kyra (e possívelmente Rune). Seus principáis locais e cidades são:[3]

- Jut: Até então a maior cidade em Dezóris. Conhecida pela devoção à Tocha Eclipse. Tem uma catedral ao centro da cidade.
- Mansão Ésper: Lar de todos os Éspers existentes em Algol. Abriga além deles, as memórias de Lutz, lendário Ésper que lutou contra Dark Falz em AW342 e que colaborou na luta contra o mesmo e o Cérebro-Mãe em AW1284. Há mais um segredo também na mansão, que o jogador descobrirá antes do final do jogo;
- Meese: Cidade dezoriana habitada por palmanianos. Foi nesta cidade que a epidemia da doença misteriosa começou a proliferar, atingindo Raja;
- Reshel: Outra cidade de Dezóris habitada por palmanianos. Esta cidade foi a mais afetada pela doença misteriosa, transformando os mortos em zumbis;
- Ryuon: Primeiro ponto de parada em Dezóris, onde você encontra o bar-man dezoriano Gyuna, que lhe dá informações sobre o paradeiro de uma nova nave espacial. Ryuon é uma cidade dezoriana com mais de 1000 anos de existência;
- Templo Gumbious: É o lar do maior tesouro dezoriano: a Tocha Eclipse;
- Templo Raja: Morada de Raja que fora destruída após a queda da nave espacial de Chaz e sua turma;
- Torre Garubek: Misteriosa torre que emanava a energia do mal.
- Tyler: Primeira cidade dezoriana não-subterrânea habitada por seres de Palma . Foi fundada pelo pirata do espaço Tyler. Em seu túmulo, pode ser encontrada a Landale, nave espacial que foi usada para transportar os palmanianos até Dezóris;
- Vale da Névoa: Lar dos musk-cats, raça oriunda de felinos que vive sob o comando do ancião Myau (o mesmo que lutou ao lado de Alisa, Tyrone e Lutz em AW342).
- Zosa: Cidade dezoriana conhecida apenas por divertir visitantes e cidadãos com um penguim dezoriano. Zosa também é uma cidade que fora fundada há mais de 1000 anos.
Com o passar do tempo, duas cidades dezorianas acabaram por deixar de existir (carece de fonte). Uma delas é Skure, que no ano AW342, era uma cidade subterrânea habitada por palmanianos. Aos poucos, Skure foi decaindo. Em AW1284 só havia o minúsculo espaçoporto e labirintos que levavam às cidades dezorianas. Depois disso, não se ouviu mais falar em Skure. Outra cidade dezoriana extinta é Aukba, conhecidad também como "Cidades gêmeas, pois era dividida em dois distritos. Esta permaneceu firme, tanto em AW342 quanto em AW1284. Porém, não se sabe que fim ela levou.
- Rykros: Planeta que até então era misterioso aos olhos de Chaz e seu grupo. Logo após apontar o Aero-Prisma na direção onde estaria o planeta, Rykros se revela. Pouco se sabe sobre o planeta, que é composto em sua maior parte por cristal. É proticamente inabitado, exceto por entidades espirituais. Os locais conhecidos em Rykros são:

- Torre da Coragem: Torre situada a noroeste de Rykros. É nesta torre onde você encontra o primeiro incumbido de testar as habilidade de Chaz e seu grupo, Sa-Lews, uma entidade espiritual de personalidade tranquila. Após ser derrotado, Sa-Lews lhe entrega os anéis de Rykros e de Algol;
- Torre da Força: Situada a sudeste em Rykros, a torre é guardada por De-Vars, entidade espiritual caracterizada por ser bastante guerreira. Após vencê-lo em combate, você recebe os anéis de Palma, Motávia e Dezóris;
- Torre da Fúria: É localizada a sudoeste em Rykro. Lá, mora Re-Faze, entidade espiritual conhecida por mexer com o psicológico. No jogo, ele brinca com os sentimentos de Chaz, se transformando em Alys, o que deixa o garoto furioso. É a partir desta fúria que Re-Faze ensina  a técnica Megid a Chaz;
- Torre do Silêncio: É localizada no centro de Rykros e é o primeiro local em Rykros que Chaz e seu grupo conhecem. A torre é guardada por Le-Roof, entidade espiritual encarregada de testar as habilidades dos heróis para saber se são mesmo dignos de receber a alcunha e de conhecer o gênese de Algol. Após passar as torres, Le-Roof explica ao grupo sobre a origem de Algol, o que representa os três planetas e a origem do poder de Zio, La Shiec e Dark Falz.

## Desenvolvimento

### Versão para Sega CD
Originalmente, Phantasy Star IV seria criado para o sistema do Sega CD e seria muito diferente da sua versão final. Essa versão se chamaria Phantasy Star IV: The Return of Alis. Detalhes como dungeons 3-D (como aquelas existentes no primeiro Phantasy Star), full motion video cutscenes, voice acting, e muito mais, foi planejado. Infelizmente, poucas vendas e falta de suporte à plataforma do Sega CD causou uma mudança de planos no meio do desenvolvimento. A maioria dos detalhes foram retirados do design final, as vozes pretendidas não aceitaram, e o resultado final foi um cartucho do Mega Drive que pouco lembrava os planos originais para a versão em CD-ROM, que deveria ter pelo menos 240 megabytes em tamanho de dados.

### Versões originais
O jogo foi lançado no Japão para o MegaDrive, em dezembro de 1993, um ano depois, para o Genesis americano (em 1994) e, finalmente, na Europa em 8 de dezembro de 1995.[carece de fontes?] Nunca sendo lançado oficialmente no Brasil, diferentemente dos outros 3 jogos anteriores. Desta forma, os jogadores de língua portuguesa tiveram que esperar até 2004, por uma versão traduzida por fãs da série. Assim, End of the Millennium se tornou o primeiro e o único dos quatro Phantasy Star originais a não ser oficialmente traduzido para o Português pela Tec Toy.

### Nomes
No Japão, o jogo se chamava Phantasy Star - At the End of the Millennium mas nas versões americana e europeia, a caixa do jogo exibia somente Phantasy Star IV. Na época isso se devia a pressão existente no sentido de que o jogo fosse percebido como mais próximo de elogiado  Phantasy Star II, do que do não tão bem recebidoPhantasy Star III; Contudo existem referências a ambos os títulos durante a história do jogo. A despeito de tudo isto, a tela de título do jogo, em todas as suas versões, trazia o nome Phantasy Star: The End of the Millennium. A combinação dos títulos é Phantasy Star IV: The End of the Millennium, como visto na compilação Sega Genesis Collection.

### Propaganda
Em um esforço para a sensibillidade estética dos jogadores ocidentais, a arte da caixa para os lançamentos Americano e Europeu foi refeita por Boris Vallejo. A arte da capa Americana/Europeia exibe todos os personagesn principais posando herociamente em frente de um terreno montanhoso, enquanto que na capa japonesa apenas Chaz estava de pé em frente a um cenário de uma cidade pós apocaliptica.

### Erros de produção
Um defeito no jogo, agora conhecido, ocorre ao se chegar ao nível 99, quando, a partir de então, o status do personagem diminui ao invés de aumentar, o que força os jogadores a tomarem cuidado para não aumentar demais o nível dos seus personagens. Com o relançamento do jogo no Sega Genesis Collection, o manual do jogo brinca com o defeito avisando os jogadores para que não alcancem o nível 99, eu sua seção de dicas.
Um outro defeito ocasionalmente ocorre quando imediatamente após uma batalha contra um "Chefe" um personagem deixa o grupo. Se o personagem que deixa o grupo for o único personagem que havia sobrevivido a luta, logo após o final da mesma o jogador verá a tela de Game Over, mesmo havendo vencido a luta. Isto ocorre porque os desgners do jogo não deram uma chance do jogador acessar o menu ou ir para algum lugar em que pudesse restaurar os personagens a beira da morte, após a luta e antes das cenas de animação que mostram um único personagem sobrevivente indo embora.
O manual de instruções da versão americana descreve que existem 15 combinações de ataque possíveis. Porém, apenas 14 foram descobertas até hoje e o manual, certamente, esta errado. Ocasionalmente, a "técnica secreta" Feeve - uma técnica inútil acessível através de "hacking" - é confundida com o "15º Combo perdido".

### Portabilidade e Remake
O jogo foi portabilizado como parte do Phantasy Star Collection para o Sega Saturn, lançado apenas no Japão. Os jogadores americanos e Europeus tiveram que esperar peloThe Sega Genesis Collection para o PlayStation 2 e PSP.
O projeto Sega Ages planejou um remake do jogo para o console PlayStation 2 havendo refeito os dois primeiros jogos: Phantasy Star Generation 1 and Phantasy Star Generation 2. Porém, o website da Sega Ages recentemento confirmou  uma versão portabilizada chamada Phantasy Star Collection para o Playstation 2 contendo todos os quatro jogos originais nessa produção, deixando o desenvolvimento do remake, previamente anunciado, no limbo.
Embora não seja uma portabilização oficial, uma versão de "End of the Millennium" chamada Wai Xing Zhan Shi (外星戰士 Wài Xīng Zhàn Shì, significando algo como, em inglês, "Outside/Foreign Star/Planet Fighting Soldier") foi feita para o Famicom. Os créditos da abertura mostram que foram registrados os direitos de cópia em 1996 e feito pela Waixing Computer & Technology Co. Ltd.

### Trilha sonora
A música de Phantasy Star IV é digna de nota pois, diferentemente dos seus antecessores, possui variação, qualidade e efeitos muito maiores. Além de usar bem o potencial do Mega Drive para som e música, o que por sinal nunca foi o forte daquele console, os criadores do jogo souberam utilizar bem cada música em seu exacto momento, para produzir o efeito adequado, como em um filme. Ao se terminar o jogo pela primeira vez, inclusive, o jogador terá disponível na tela de início do jogo a opção de Sound Test, onde poderá ouvir todas as músicas do game, a saber:
| - A Happy Settlement - Abyss - Behind the Circuit - Cybernetic Carnival - Defeat at a Blow! - Dezoris de Don - Dezoris Field 1 - Dezoris Field 2 - Dezoris Town 1 - Dezoris Town 2 - Edge of Darkness - Fal - Field Motabia - Her Last Breath - In the Cave - Inn - Jijy No Rag - Land Master AXV-25 - Laughter - Machine Center - Meet Them Head-On! - Motabia Town - Motabia Village - Now on Sale | - Ooze - Organic Beat - Pain - Pao-Pao! - PS1 Dungeon Arrange 1 - PS1 Dungeon Arrange 2 - Red Alert - Requiem for Lutz - Ryucross Field - Staff Roll - Suspicion - Take Off! Landeel - Temple Ngangbius - Terrible Sight - The Age of Fables - The Black Blood - The End of the Millennium - The King of Terrors - The Promising Future 1 - The Promising Future 2 - Thray - Tonoe de Pon - Tower - Winners! |

### Equipe de Produção
Essas são as pessoas responsáveis pela criação do jogo:
- Diretores: Rieko Kodama, Tohru Yoshida, Kiyoshi Takeuchi
- Planejadores: Kazuyoshi Tsugawa, Akinori Nishiyama
- Programadores: Yoshiaki Endo, Daisuke Yamamoto, Masatoshi Shibata, Makoto Funabashi
- História Original: T. Yoshida
- Script: A. Nishiyama
- Direção de Som: I. Takeuchi
- Sistema de Batalha: K. Tsugawa
- Programa de Batalha: Y. Endou
- Assistente do Programa de Batalha: M. Hunabashi
- Design Gráfico dos Monstros: K. Tsugawa, T. Yoshida, A. Nishiyama, T. Mori
- Design de Batalha B-8: R. Kodana, K. Tsugawa
- Planejamento do Sistema: A. Nishiyama
- Programação do Sistema: D. Yamamoto
- Assistente de Programação do Sistema: M. Shibata
- Design Gráfico do Campo: R. Kodama
- Design dos Personagens: T. Yoshida
- Design Mecânico: K. Tsugawa, A. Nishiyama
- Design dos Mapas: T. Yoshida, A. Nishiyama, K. Tsugawa, T. Mori
- Design dos Objetos: A. Nishiyama, K. Tsugawa, T. Yoshida, R. Kodama
- Design da Fonte: A. Nishiyama
- Plano dos Eventos Visuais: T. Yoshida
- Plano dos Eventos Papaet: A. Nishiyama
- Programação dos Eventos: D. Yamamoto
- Assistente de Programação dos Eventos: M. Shibata
- Gráfico dos Eventos Visuais: T. Yoshida, R. Kodama, K. Tsugawa, T. Mori
- Composição Musical: I. Takeuchi, M. Nakagaki
- Programação do Som: I.T., Y. Kashima
- Efeitos Sonoros: I.T., M. Nakagaki
- Direção: R. Kodama, T. Yoshida
- Arte da Capa Japonesa: Hitoshi Yoneda
- Arte da Capa Ocidental: Boris Vallejo
- Produtor: Jerry Markota
- Gerente do Produto: Jaime Wojick
- Coordenador: Masanobu Tsukamoto
- Tradução de Texto: Shippy Ohka
- Editores de Texto: Jerry Markota, David Forster e David Wood
- Testador Chefe: David Forster
- Assistentes do Testador Chefe: David Wood e Gregg Vogt
- Testadores: Crisi Albertson, Janine Cook, John Amirkhan, Derek Carmichael, Arnold Feener, Todd Pifer, Stanley Weaver, Mike Callahan, Ed Chennault, Randy Kreidt, Rachael Bristol, Peter Clark, Mark Griffin e Michael Wu
- Manual: Wendy Dinsmore
- Agradecimentos Especiais: Clint Dyer, John Sauer e Rick Raymo

## Recepção
O site IGN incluiu o jogo na posição de número 53 no ranking dos "100 melhores RPGs de todos os tempos" (Top 100 RPGs of All Time).